# Verticordia decussata
Verticordia decussata är en myrtenväxtart som beskrevs av Stanley Thatcher Blake och Norman Brice Byrnes. Verticordia decussata ingår i släktet Verticordia och familjen myrtenväxter. Inga underarter finns listade i Catalogue of Life.